# سیارک ۲۴۳۷۶
سیارک ۲۴۳۷۶ (به انگلیسی: 24376 Ramesh، نامگذاری:2000AB152) بیست و چهار هزار و سیصد و هفتاد و ششمین سیارک کشف شده‌است که در ۸ ژانویه ۲۰۰۰ کشف شد.
قدر مطلق سیارک برابر ۱۲.۹ است.